# セッラヴァッレ・セージア
セッラヴァッレ・セージア（伊: Serravalle Sesia）は、イタリア共和国ピエモンテ州ヴェルチェッリ県にある、人口約4,800人の基礎自治体（コムーネ）。

## 地理

### 位置・広がり
| 隣接するコムーネは以下の通り。括弧内のBIはビエッラ県、NOはノヴァーラ県所属を示す。 - ボルゴセージア - クレヴァクオーレ (BI) - ガッティナーラ - グリニャスコ (NO) - グアルダボゾーネ - ロッツォロ - プラート・セージア (NO) - ロマニャーノ・セージア (NO) - ソステーニョ (BI) |

## 行政

### 分離集落
セッラヴァッレ・セージアには、以下の分離集落（フラツィオーネ）がある。
- Bornate, Piane Sesia, Vintebbio